# Rotemburgo del Fulda
Rotemburgo del Fulda (en alemán: Rotenburg an der Fulda) es un municipio en el distrito de Hersfeld-Rotemburgo, en el estado de Hesse, Alemania. Se encuentra situado a la orilla del río Fulda, uno de los cabeceras —junto con el río Werra— del río Weser, a unos 180 m s. n. m.
Las ciudades importantes más cercanas son Bebra (6 km al sureste), Bad Hersfeld (16 km al sur), Kassel (50 km al norte) y Fulda (70 km al sur).

## Historia
Capital del Landgraviato de Hesse-Rotenburg de 1627 a 1834, fue incendiada durante la guerra de los Treinta Años por las tropas imperiales en febrero de 1637.